# 델타-아미노레불린산
δ-아미노레불린산(영어: δ-aminolevulinic acid, δ-ALA, dALA) 또는 5-아미노레불린산(영어: 5-aminolevulinic acid, 5ALA)은 내인성 단백질비생성 아미노산으로 포유류에서는 헴, 식물에서는 엽록소의 합성으로 이어지는 대사 경로인 포르피린 합성 경로의 첫 번째 화합물이다.
δ-아미노레불린산은 암의 광역학 탐지 및 수술에 사용된다.

## 의학적 이용
δ-아미노레불린산은 광감작제의 전구물질이기 때문에, 광역학 요법을 위한 첨가제로도 사용된다. 보다 큰 광감작제 분자와는 달리, δ-아미노레불린산은 컴퓨터 시뮬레이션을 통해 종양 세포막을 투과할 수 있을 것으로 예측된다.

### 암 진단
광역학 탐지는 암을 탐지하기 위해 약물을 형광 표지하며 적절한 파장의 광원으로 광감작제를 사용하는 것이다. δ-아미노레불린산이나 δ-아미노레불린산의 유도체는 형광 영상에 의해 방광암을 시각화하는데 사용될 수 있다.

### 암 치료
δ-아미노레불린산은 여러 종류의 암에서 광역학 요법을 적용하기 위해 연구되고 있다. δ-아미노레불린산을 사용하는 것은 현재 바렛식도에 대한 우선적인 치료법이 아니다. 뇌암에 δ-아미노레불린산을 사용하는 것은 현재 실험 중이다. δ-아미노레불린산은 많은 부인과 관련 암에서 연구되었다.
δ-아미노레불린산은 신경외과적 치료에서 종양 조직을 시각화하는데 사용된다. 2006년 이후의 연구에 따르면 이러한 가이드 방법을 수술 중에 사용하면 악성 교종 환자에서 종양 잔류량을 감소시키고, 무진행 생존율을 연장시킬 수 있다는 것을 보여주었다. 미국 식품의약국은 2017년에 이러한 용도로 δ-아미노레불린산 하이드로클로라이드(ALA HCL)의 사용을 승인했다.

## 부작용
δ-아미노레불린산의 부작용으로 간독성과 말초신경증를 포함할 수 있다. 또한 열중증도 발생할 수 있다. 심하면 죽음을 초래할 수도 있다.

## 생합성
알파프로테오박테리아와 같은 세균 뿐만 아니라 동물, 균류, 원생동물과 같은 비광합성 진핵생물에서 δ-아미노레불린산은 δ-아미노레불린산 생성효소에 의해 글리신과 석시닐-CoA로부터 생성된다. 이 반응은 미토콘드리아에서 일어나는 쉐민 경로(Shemin pathway)로 알려져 있다.
식물, 조류, 세균(알파프로테오박테리아 군은 제외) 및 고균에서 글루탐산은 글루타밀-tRNAGlu 합성효소에 의해 글루타밀-tRNA로 전환되고, 글루타밀 tRNAGlu는 글루타밀-tRNA 환원효소에 의해 글루탐산 1-세미알데하이드로 전환되며, 글루탐산 1-세미알데하이드는 글루탐산-1-세미알데하이드 2,1-아미노뮤테이스에 의해 δ-아미노레불린산으로 전환된다. 이러한 경로는 C5 경로 또는 빌 경로(Beale pathway)로 알려져 있다. 색소체를 가지고 있는 대부분의 종에서 글루타밀-tRNAGlu는 색소체 유전자에 의해 암호화되며, 전사와 C5 경로의 다음 단계들은 색소체에서 일어난다.

## 사람에서 중요성

### 미토콘드리아의 활성화
사람에서 δ-아미노레불린산은 헴의 전구물질이다. 생합성된 δ-아미노레불린산은 세포질에서 일련의 반응들을 거친 후에 미토콘드리아에서 프로토포르피린 IX로 전환된다. 프로토포르피린 IX는 페로킬레이테이스에 의해 철과 킬레이트를 형성하여 헴을 생성한다.
헴은 미토콘드리아의 활성을 증가시켜서 세포 호흡 시스템의 시트르산 회로와 전자전달계의 활성화를 도와 아데노신 삼인산(ATP)을 생성하여 신체에 에너지를 적절하게 공급한다.

### 프로토포르피린 IX의 축적
암세포는 페로킬레이테이스의 활성이 없거나 감소되어, 이로 인해 쉽게 시각화할 수 있는 형광 물질인 프로토포르피린 IX가 축적된다.

### 헴 산소화효소-1의 유도
과량의 헴은 대식세포에서 헴 산소화효소-1에 의해 빌리베르딘과 철 이온으로 전환된다. 빌리베르딘은 빌리루빈과 일산화 탄소로 전환된다. 빌리베르딘과 빌리루빈은 강력한 항산화제이며, 염증, 세포자살, 세포 생장, 섬유화, 혈관신생과 같은 중요한 생물학적 과정을 조절한다.

## 식물
식물에서 δ-아미노레불린산의 생성 단계는 엽록소의 합성 속도를 조절하는 단계이다. 외부로부터 δ-아미노레불린산을 공급받는 식물은 엽록소의 전구물질인 원엽록소를 독성을 나타내는 양으로 축적하는데, 이것은 이러한 중간생성물의 합성이 반응의 사슬 아래쪽을 억제하지 않음을 나타낸다. 원엽록소는 식물에서 강력한 광증감제이다.

## 같이 보기
- 포르피린